# Las Sinsombrero
Les Sinsombrero és el nom pel qual són conegudes un grup de dones pensadores i artistes espanyoles pertanyents a la generació del 27 nascudes entre 1898 i 1914. El nom respon al gest de llevar-se el barret en públic que van protagonitzar Maruja Mallo, Margarita Manso, Salvador Dalí i Federico García Lorca a la Porta del Sol. "Ens van apedregar cridant-nos de tot", relata la mateixa Mallo en uns enregistraments després de tornar de l'exili.
Madrid va ser la ciutat on la gran majoria d'elles van residir, van estudiar i van desenvolupar la seua activitat artística. Obertes a nous conceptes de modernitat i als corrents d'avantguarda que provenien d'Europa, van ser també les recuperadores de la tradició popular. Profundament compromeses amb el seu temps i la seua realitat social, la seua actitud va ser trencadora i oberta, transformant el panorama cultural i artístic d'una Espanya convulsa.
Les seues aportacions estan encara poc estudiades i, en la seua gran majoria, han quedat al marge de les antologies i els manuals d'art i literatura fins als nostres dies, encara que van desenvolupar una activitat constant i destacada en camps tan variats com l'escriptura, la pintura, l'escultura, la il·lustració o la filosofia.

## Origen del nom
Un dia, en el Madrid dels anys 20, Federico García Lorca, Salvador Dalí, Margarita Mans i Maruja Mallo van passejar per la Porta del Sol llevant-se el barret. Aquesta actitud transgressora pretenia trencar la norma i, metafòricament, en absència de la peça que tapa el cap, alliberar les idees i les inquietuds. El mateix Borges es va fer ressò d'aquesta pràctica en el seu article “Els intel·lectuals són contraris al costum d'usar barret”. Una d'aquestes dones que va protagonitzar l'anècdota, Maruja Mallo, l'explica de la següent manera “Un dia se'ns va ocórrer a Federico, a Dalí, a Margarita Mans i a mi llevar-nos el barret perquè dèiem que semblava que estàvem congestionant les idees i, travessant la Porta del Sol, ens van apedregar cridant-nos de tot”.
En plena dictadura de Primo de Rivera, en una Espanya encara tancada i d'esquena al món, aquest gest, llevar-se el barret, els va convertir en rebels, especialment a les dones. Per a elles, prescindir del barret implicava abandonar la cotilla de l'època i, per tant, no conformar-se amb el paper d'esposes i mares.

## Nòmina
Es compten entre les dones que van tenir aquest enorme pes en l'avantguarda artística de principis del segle XX noms com Maruja Mallo (Vivero 1902-Madrid 1995), pintora; Rosario de Velasco (Madrid 1904-Barcelona 1991), pintora; Marga Gil Roësset (Madrid 1908-Les Fregues 1932), escultora, il·lustradora i poeta; María Zambrano (Vélez-Màlaga 1904-Madrid 1991), filòsofa, María Teresa León (Logronyo 1903-Madrid 1988), escriptora; Josefina de la Torre (Las Palmas de Gran Canària, 1907-Madrid 2002), poeta; Rosa Chacel (Valladolid 1898-Madrid 1994), escriptora; Ernestina de Champourcín (Vitòria 1905-Madrid 1999),poeta; Concha Méndez (Madrid 1898-Mèxic 1986), escriptora; Margarita Manso (Valladolid 1908-Madrid 1960), pintora; o Ángeles Santos (Portbou 1911-Madrid 2013), pintora i artista gràfica.

## Context històric
Entendre el context històric de les Sense Barret és entendre els anys que engloben la dictadura de Primo de Rivera, la Segona República i la Guerra Civil.
Després de la pèrdua de les últimes colònies (Cuba, Filipines i Puerto Rico), el país es va submergir en una profunda crisi nacional que va propiciar canvis econòmics, polítics i intel·lectuals. A aquesta nova Espanya aviat es va sumar el debat sobre “el problema femení”. Immersa en un corrent antifeminista que utilitzava el determinisme biològic per justificar la desigualtat dels sexes i assenyalar la feblesa del gènere femení, la societat patriarcal pretenia frenar l'aparició d'una nova dona Europea, que havia conegut l'autonomia durant la Primera Guerra Mundial, forçada a assumir el lloc dels homes que marxaven al front.
És en aquest context en el qual apareixen el moviments feministes i sufragistes, impulsat per aquelles que prenen consciència de la seua capacitat intel·lectual i decideixen no acceptar novament un paper de submissió. La participació en la vida pública, l'accés a l'educació generen dones cosmopolites, independents, creatives. A Espanya, el procés es consolida amb la proclamació de la Segona República en 1931. La dona no només reflecteix la seua modernitat en el seu aspecte físic i la seua manera de vestir, sinó que té vocació professional, formació cultural, consciència política i aplaudeix els avanços tecnològics i socials. Les Sin Sombrero, deutores de la incorporació al món laboral i polític que havien protagonitzat les dones de la Generació del 14 (Clara Campoamor, Victoria Kent o Carmen de Burgos, entre altres), es presenten davant la societat i conquisten també el món artístic.
La Guerra Civil truncarà aquest camí i el seu desenllaç suposarà una brutal reculada respecte als avanços obtinguts en dècades anteriors. Els llargs exilis van ser la tònica general d'aquestes dones, que van trobar a Amèrica i Europa el seu nou espai. Les que es van quedar a Espanya van sofrir represàlies que comprenien la presó i, en molts casos, el silenci intel·lectual, que s'aconseguia matant-les en la majoria dels casos.

## Característiques de conjunt
Les artistes espanyoles del 27 són exemple d'esperit trencador i de modernitat. Van reivindicar el seu paper intel·lectual no només sobre la seua pròpia figura, sinó sobre la vida cultural que les envoltava. Així, és fàcil seguir la pista de moltes d'elles en publicacions de l'època, fent ressenyes sobre llibres, opinant sobre arquitectura i formant part d'una atrafegada agenda social.
Van reflexionar, a més, sobre la iconografia pròpia de la feminitat. Aquest detall pot comprovar-se fins i tot a l'hora de denominar-se. Comencen a imposar-se fórmules com “autora”, “escriptora”, “pintora”...
El traç més rellevant és, sens dubte, la introducció d'un perfil femení conseqüent a la seua realitat en les seues obres. La dona es converteix en un personatge pictòric i literari fort, emancipat, que lluita contra la seua destinació. Es representen grups de dones amb un look modern, fumant o en actitud intel·lectual. Les personalitats són fortes i independents i fan seu un espai que, fins al moment, només estava permès als homes.

## Centres de reunió
Malgrat no coincidir en molts aspectes, la relació entre aquestes dones va ser molt estreta, estenent-se fins i tot a generacions anteriors. Les unia la lluita comuna contra una societat que les rebutjava i menyspreava en gran manera.
En aquest sentit, els centres de trobada van ser escenaris comuns de vital importància per exercir aquesta defensa i unió. Alguns d'ells, els no físics, eren compartits també amb els seus companys de generació. Amb aquests van tenir intenses relacions, encara que fins i tot ells mateixos obliden esmentar-les en la majoria d'ocasions. Són espais d'intercanvi cultural com la Revista de Occidente o La Gaceta Literaria.
Però també van existir llocs físics exclusius on aquestes dones es reunien i compartien idees. En el Madrid d'aquells anys es consolidava la Residència de Senyoretes, grup femení de la Residencia de Estudiantes, el Lyceum Club Femenino o l'Associación Universitaria Femenina. La llavor de la transformació femenina de diverses generacions i el camí de la igualtat de drets es va gestar en aquestes institucions, de les quals sortiria grups excepcionals de dones.

## Projecte Transmèdia Les Sinsombrero
Dirigit per Tània Balló, Serrana Torres i Manuel Jiménez Núñez, aquest projecte pretén retratar i recuperar el perfil d'algunes de les dones que més van influir en l'avantguarda artística i política de la seua època.
El projecte consta de:
- Webdoc. Documental Interactiu. Un viatge únic a través del coneixement d'una part de la Història oblidada, que aprofundeix en la vida de les artistes pertanyents a la Generació del 27 i l'època que els va tocar viure.
- Documental TV. Sota el títol de les Sinsombrero, aquest documental està produït per Intropíamedia i Yolaperdono i coproduït per TVE.
- Projecte educatiu. Arxivat 2017-08-02 a Wayback Machine. Ofereix a la comunitat eductiva material i propostes que permeten l'estudi i divulgació del llegat de les artistes del 27. En col·laboració amb el Ministeri d'Educació.
- Wikiproyecto. Acord amb Wikimedia Espanya per a la creació d'un Wikiproyecto sota el nom de les Sinsombrero que albergarà tota la informació sobre el tema tractat.
- Social Media. Storytelling. Una campanya en Facebook descobreix, narra i difon la vida de les dones oblidades de principis del segle xx. Es difonen també les novetats del projecte.
- Exposició. Prevista pel 2017, es crearà una instal·lació expositiva itinerant sobre la vida i obra de les artista de la Generació del 27 i la seua aportació social a l'època.
- Llibre. Recopilació de les històries de les artistes en format paper.

Lola Montero Cué cita aquesta narrativa transmèdia com una de les que podria tenir major repercussió cultural i social a Espanya. Especialment per l'impacte que el món editorial pot tenir en el projecte. Si, tal com diu l'autora, dins de les accions s'incorpora "difondre i fer accessible el llegat intel·lectual d'aquestes dones, entre altres coses, reeditant les seues obres, revisant els manuals escolars i universitaris de literatura, d'art i d'història, donant-les a conèixer a les aules, posant plaques als carrers i places en les quals van transitar i van viure...". Fins hui, no obstant això, només ha estat publicat un llibre que recopila les biografies de les protagonistes, signat per una de les iniciadores del projecte, Tània Balló.

## Altres esments
Pepa Merlo va publicar en 2010 Peces en la tierra (Fundació José Manuel Lara), una antologia poètica dels noms més coneguts d'aquesta generació, així com uns altres que va anar descobrint i reunint i que abasten des de finals del XIX fins a l'inici de la Guerra Civil. Són Margarita Nelken, Lucía Sánchez Saornil, Clementina Arderiu, Dolores Catarineu, Casilda de Antón del Olmet, Cristina Arteaga, Pilar de Valderrama, Concha Espina, Susana March, Elisabeth Mulder, María Teresa Roca de Togores o Marina Romero
La sèrie espanyola El Ministerio del Tiempo va dedicar el seu capítol 18 a recuperar la memòria d'aquestes oblidades per la història.